# Parachalciope mixta
Parachalciope mixta är en fjärilsart som beskrevs av Rothschild 1921. Parachalciope mixta ingår i släktet Parachalciope och familjen nattflyn. Inga underarter finns listade i Catalogue of Life.